# COSMiQ
COSMiQ  war ein Onlinedienst, der die Recherche im Web mit einem gemeinschaftsbasierten digitalen Auskunftsdienst und einem Bookmark-Manager verknüpfte. Die Website wurde 2006 von Lycos Europe unter dem Namen Lycos iQ veröffentlicht; nach dessen Auflösung wurde sie ab dem 16. Juni 2009 von Hubert Burda Media weitergeführt unter den neuen Namen COSMiQ. Zum 1. Januar 2011 wurde die Plattform von der gutefrage.net übernommen. Wegen mangelnder Rentabilität wurde COSMiQ zum 3. April 2018 eingestellt.

## Geschichte
Lycos iQ ging am 12. Januar 2006 online und trat in Konkurrenz zu bereits bestehenden Diensten wie Google Answers und Yahoo Clever. Lycos iQ verstand sich als soziale Software. 2013 waren über 918.000 Mitglieder registriert.
Lycos iQ war zuletzt in Deutschland und Schweden (Spray iQ) vertreten. Ausgaben in anderen Ländern wie Großbritannien, Frankreich, Dänemark und den Niederlanden wurden Ende Februar 2009 geschlossen. Die einzelnen Versionen basierten auf derselben Software, waren aber untereinander nicht verbunden.
Ab dem 16. Juni 2009 wurde der Service von Hubert Burda Media unter dem Namen COSMiQ weitergeführt.
Nachdem 2011 COSMiQ von der gutefrage.net GmbH übernommen wurde, teilte diese im Februar 2018 den Mitgliedern per Mail mit, dass aufgrund von sinkenden Mitgliederzahlen und mangelnder Rentabilität die Plattform zum 3. April 2018 abgeschaltet wird. Ebenfalls wurden die Nutzer gebeten, auf die größere Plattform gutefrage.net umzuziehen.

## Ablauf und Funktion
Bei COSMiQ konnten Internet-Nutzer Fragen stellen, die andere Nutzer beantworten. Laut Regelwerk wurden „Wissensfragen“ gegenüber „Meinungsfragen“ bevorzugt – Meinungsfragen entsprechend gelöscht. Die Fragesteller konnten die Antworten nach eigenem Ermessen als »hilfreich«, »top« oder »nicht hilfreich« bewerten – die Bewertung hatte nichts mit der Qualität oder Richtigkeit der Antwort zu tun; ein Punktesystem belohnt die Ratgeber für ihre Hilfe. Aufgrund der gesammelten Punktezahl erhielten angemeldete Benutzer diverse Ränge. Die Hierarchie reichte vom „Einsteiger“ bis zum „Einstein“.
Ziel von COSMiQ war es, dem Suchenden bei seiner Recherche im Internet menschliche Helfer zur Seite zu stellen, deren gemeinsames Wissen über die Möglichkeiten eines programmierten Suchalgorithmus hinausgeht. Sogenanntes Tagging, die Verschlagwortung mit beliebigen Begriffen durch die Benutzer, verband alle Teile von COSMiQ. Der Betreiber erwartete, dass dieses System mit der Zeit zu einem immer größeren Benutzerfundus anwächst.
Fragen konnten sowohl angemeldete Mitglieder als auch Gäste stellen. Eine gespeicherte Frage wurde beim Suchen nach einem darin angegebenen Stichwort oder in einer fortlaufenden Liste aktueller Fragen angezeigt. Mitglieder konnten dann die Frage beantworten und, wenn die Frage geschlossen wurde, der Fragesteller die Antworten bewerten und damit den Antwortgebern Statuspunkte vergeben.
Angemeldete Mitglieder konnten außerdem für die Beantwortung einer Frage Bonuspunkte ausschreiben, um somit eine höhere Antwortrate erreichen.
Eine weitere Funktion von COSMiQ war bis zum Mai 2012 der Pro&Contra Bereich. Dort war es den Usern möglich Fragen zu stellen, die nicht eindeutig beantwortet werden können. Zu dieser Fragestellung konnten User Position beziehen und entweder für oder gegen sie argumentieren. Nach 7 Tagen wurde die Frage geschlossen und die Argumente standen zur Bewertung frei. Schlussendlich gewann die Seite, die insgesamt mehr Argumente und mehr Unterstützer aufweisen konnte. COSMiQ Pro&Contra wurde im Mai 2012 auf Wunsch vieler Benutzer deaktiviert.

## Nutzerzahlen und Statistiken
Am 20. März 2013 hatte COSMiQ 918.815 Mitglieder, 772.962 Themen, 3.098.676 Fragen, 9.034.313 Antworten und 127.419 Links. Laut Alexa rangierte COSMiQ auf Platz 1262 der meistbesuchten Webseiten in Deutschland.

## Vergleich zu anderen Diensten
Lycos iQ war neben anderen Frage-Antwort-Diensten und Suchmaschinen Gegenstand einer Studie, die soziale Suchdienste und algorithmische Suchmaschinen vergleichend untersuchte. Im Vergleich zu Social Bookmarking-Diensten und anderen Frage-Antwort-Plattformen schnitt Lycos iQ gut ab, jedoch wurde bei einer Untersuchung der Precision auch gezeigt, dass in einem Suchszenario soziale Dienste im Allgemeinen noch nicht mit algorithmischen Suchmaschinen konkurrieren konnten.
In einem Vergleichstest der Bild am Sonntag vom 27. April 2008 belegte Lycos iQ den dritten Platz von sechs untersuchten Frage-Antwort-Diensten.

## Partner
Mehrere Online-Portale banden Lycos iQ in ihre eigenen Benutzeroberflächen ein. Die Kooperation mit dem Portal der Kinder- und Jugendbuchreihe Was ist was begann im Oktober 2006 und war die erste dieser Kooperationen. Es folgten weitere Kooperationen mit den Zeitschriften Brigitte, P.M. Magazin, Auto, Motor und Sport, seit dem 25. Januar 2010 auch "Guter Rat gefragt" sowie den Internet-Providern T-Online, telegate und freenet. Von diesen Partnern haben T-Online iQ zum 23. Januar 2009 und P.M. BesserWissen zum 1. Juni 2011 die Zusammenarbeit wieder eingestellt.